# 19P/Borrelly
Kometa Borrelly’ego (oficjalna nazwa 19P/Borrelly) – niewielka kometa krótkookresowa należąca do rodziny komet Jowisza, znana jako „najciemniejszy obiekt Układu Słonecznego”.

## Odkrycie
Kometa Borrelly’ego została odkryta przez Alfonsa Borrelly’ego 28 grudnia 1904 roku. Borrelly już po krótkich obserwacjach wiedział, że jest to kometa krótkoobiegowa i z sukcesem zapowiedział jej powrót w roku 1911.

## Orbita komety
Porusza się po orbicie w kształcie elipsy o mimośrodzie 0,626. Peryhelium znajduje się w odległości 1,349 j.a. od Słońca, aphelium zaś 5,855 j.a. od niego. Na jeden obieg wokół Słońca potrzebuje ona 6,84 lat, nachylenie jej orbity do ekliptyki wynosi 30,37˚.

## Właściwości fizyczne

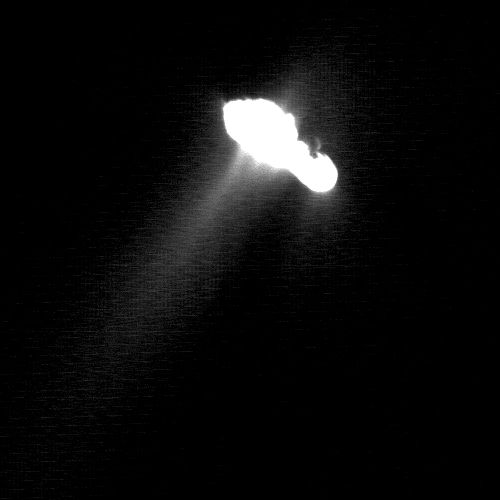
Strugi pyłu i gazu wyrzucane z jądra komety Borrelly

22 września 2001 kometę obserwowała wysłana przez NASA sonda Deep Space 1, która zbliżyła się na odległość 2171 km od jej jądra. Sonda wykonała fotografie o rozdzielczości sięgającej 48 metrów i wykonała pomiary składu plazmy otaczającej kometę.
Jądro komety Borrely’ego przypomina wyglądem podłużny głaz, podobny do kręgla, o przybliżonych wymiarach 8 × 4 × 4 km. Jego powierzchnia należy do najciemniejszych z dotychczas obserwowanych ciał Układu Słonecznego. Średnie albedo wynosi 0,02, przy czym najciemniejsze miejsca posiadają albedo 0,007. Cały lód schowany jest pod gorącą, suchą i czarną jak sadza powierzchnią. Z powierzchni jądra wyrzucane są strugi pyłu i gazu tworzące komę.